# Jardim Botânico do Rio de Janeiro
O Instituto de Pesquisas Jardim Botânico do Rio de Janeiro, ou apenas Jardim Botânico do Rio de Janeiro, é um instituto de pesquisas e jardim botânico localizado no bairro do Jardim Botânico, na zona sul do município do Rio de Janeiro, no Brasil.
Uma das mais belas e bem preservadas áreas verdes da cidade, é um exemplo da diversidade da flora brasileira e estrangeira. Nele podem ser observadas cerca de 6 500 espécies (algumas ameaçadas de extinção), distribuídas por uma área de 54 hectares, ao ar livre e em estufas. A instituição é responsável pela coordenação da Lista de Espécies da Flora do Brasil e pela avaliação de risco de extinção destas espécies.
A instituição abriga, ainda, monumentos de valor histórico, artístico e arqueológico e a mais completa biblioteca do país especializada em botânica, com mais de 32 000 volumes e o maior herbário do Brasil, que possui 600 mil amostras desidratadas (número de 2014, com uma média de 20 mil novas amostras incorporadas anualmente) completamente informatizadas e disponíveis para o público na página da instituição.

## História

### Da criação à independência do Brasil

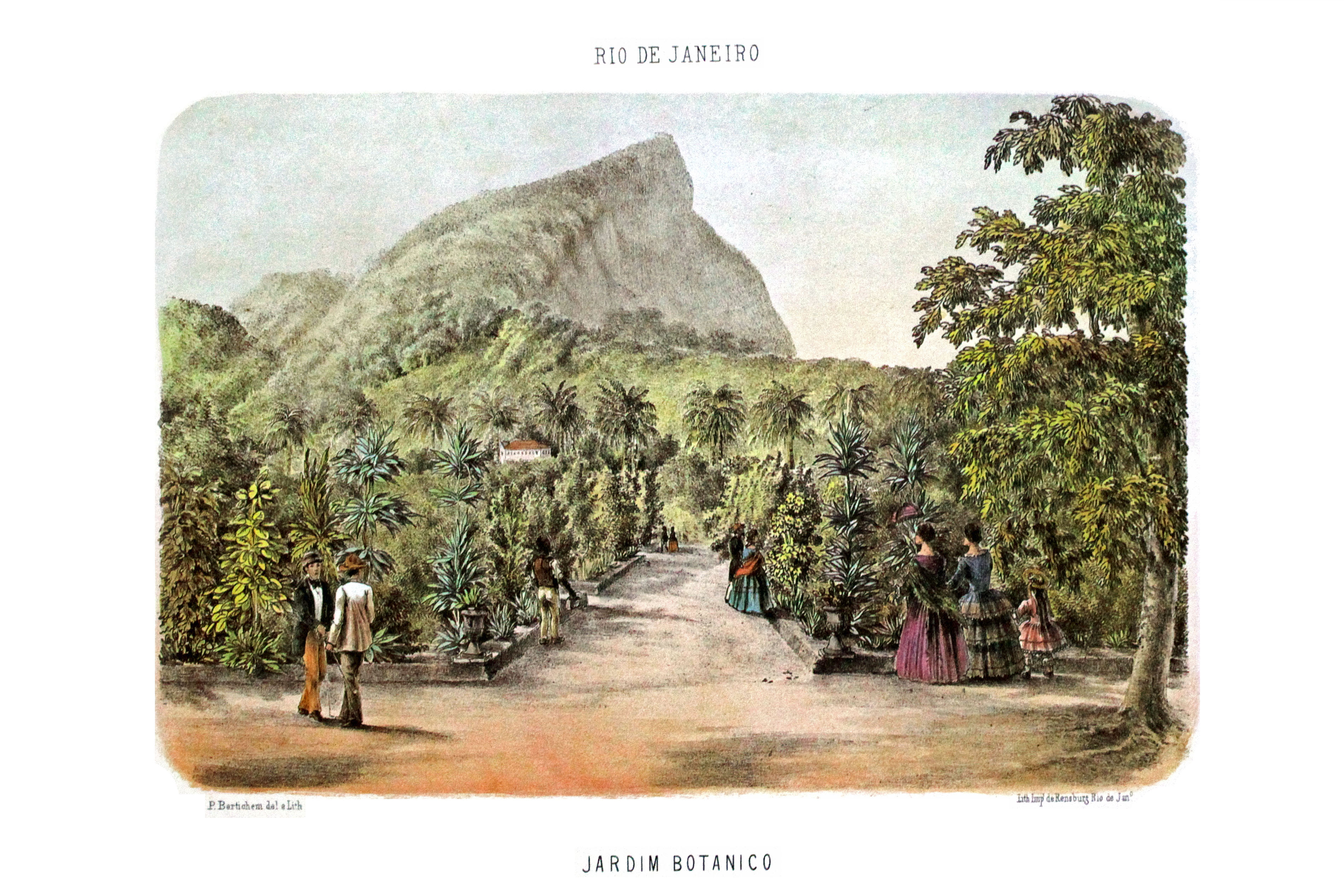
O Jardim Botânico em 1856

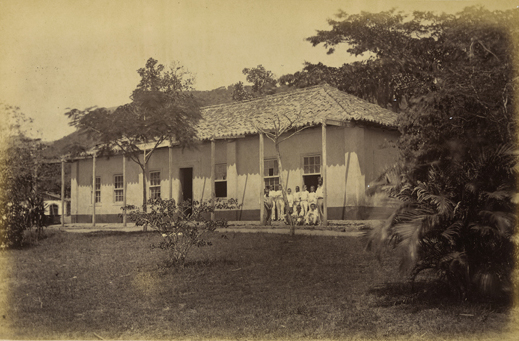
Solar da Imperatriz (1875) - Acervo Digital Afro-Brasileiro

A sua origem remonta à transferência da corte portuguesa para o Brasil, entre 1808 e 1821. A corte fixou-se na cidade do Rio de Janeiro, desde 1763 sede do Estado do Brasil, uma colônia portuguesa, e agora alçada à condição de sede do império português, propiciando-lhe diversas oportunidades e melhorias. Dentre essas destaca-se a implantação de uma fábrica de pólvora na sede do antigo "Engenho da Lagoa", de propriedade de Rodrigo de Freitas, cujas ruínas dos muros atualmente integram os limites da instituição. Por decreto real de 13 de junho de 1808, o príncipe-regente Dom João (futuro rei D. João VI), em nome de sua mãe incapacitada - a rainha Dona Maria I -, "Manda tomar posse do engenho e terras denominadas da Lagoa Rodrigo de Freitas", para criar naquele espaço o Jardim de Aclimação, com a finalidade de aclimatar as plantas de especiarias oriundas das Índias Orientais: noz-moscada, canela e pimenta-do-reino.
No mesmo ano, a 11 de outubro, recebeu o nome de Real Horto, e no dia seguinte (12 de outubro), o Príncipe-regente assinou um decreto real criando o cargo de feitor para a fazenda da Lagoa. Os primeiros exemplares de plantas que o integraram vieram do Jardim La Pamplemousse, nas ilhas Maurício, pelas mãos de Luiz de Abreu Vieira e Silva, que os ofereceu ao Príncipe-regente. Entre eles encontrava-se a chamada "Palma Mater". A sua direção foi inicialmente entregue ao general Carlos Antônio Napion (1808) e, em seguida, ao brigadeiro Dom João Gomes da Silveira Mendonça, marquês de Sabará, que o dirigiu de 1808 a 1819. Em 1810, o prussiano Kancke transformou-o em uma estação experimental, recebendo, nessa função, mais de 800 000 réis por ano. Nos viveiros, já havia mudas de cânfora, nogueira, jaqueira, cravo-da-índia e outras plantas do Oriente.
Em termos administrativos, o alvará de 1 de março de 1811 "Cria a Real Junta de Fazenda dos Arsenais, Fábricas, e Fundição da Capitania do Rio de Janeiro e uma Contadoria dos mesmos Arsenais (...) dirigindo também um estabelecimento de um jardim botânico da cultura em grandes plantas exóticas que mando que se haja de formar na dita fazenda da Lagoa (...)." No ano seguinte (1812), chegaram, ao Real Horto, as primeiras mudas de chá (Camellia sinensis, planta denominada anteriormente como Tea viridis), enviadas de Macau pelo senador daquela colônia portuguesa no Extremo Oriente, Dom Rafael Botado de Almeida. Visando dinamizar essa cultura, em 1814 o Príncipe-regente faz trazer para trabalhar no jardim um grupo de cerca de 300 chineses.
O decreto real de 11 de maio de 1819 anexa o Real Horto ao Museu Real, criado no ano anterior, por decreto real de 6 de junho de 1818. Pelo decreto real de 22 de fevereiro de 1822, a instituição, que, desde 1808 ,se encontrava subordinada ao Ministério dos Negócios da Guerra, passou para a alçada do Ministério dos Negócios do Reino.

### O período imperial

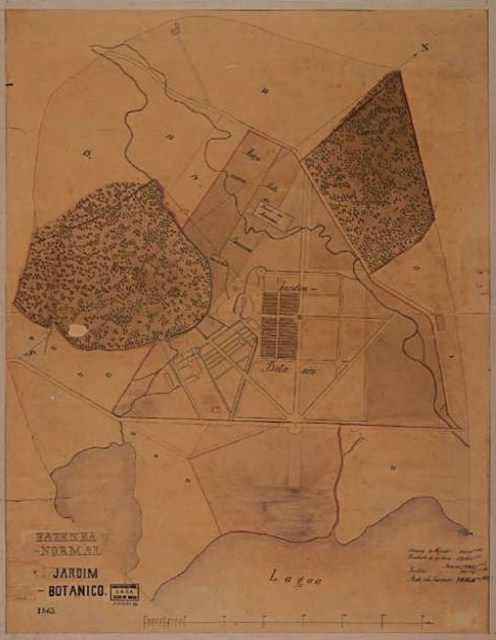
Planta do Imperial Jardim Botânico por Karl Glasl (1863)

Com a proclamação da independência do Brasil (1822), no mesmo ano o Real Horto foi aberto à visitação pública como Real Jardim Botânico. Mais tarde, ainda nesse mesmo ano, em decorrência da fundação do Império do Brasil (1822), passou a se chamar Imperial Jardim Botânico. Adquiriu a partir de então foros de jardim botânico, uma vez que o seu diretor passou a ser o carmelita frei Leandro do Santíssimo Sacramento (1824-1829), professor de botânica reconhecido pelos seus estudos da flora brasileira. Frei Leandro introduziu melhoramentos e organizou um catálogo das plantas ali cultivadas, tendo sido o orientador das aléias de mangueiras, jaqueiras, nogueiras e outras, assim como das cercas de murtas, crótons e hibisco. Em sua homenagem, uma das dependências do jardim tem o seu busto e o lago principal recebeu o seu nome.
A Decisão nº 69, de 21 de março de 1825, é expedida em resposta a um ofício do diretor do Imperial Jardim Botânico para melhor andamento da instituição, principalmente no que tange à cultura do chá nela promovida. Nesse momento destaca-se ainda a cessação de atividades da fábrica de pólvora no local (1826), posteriormente transferida para a então vila de Inhomirim, no sopé da serra dos Órgãos. O Regulamento nº 15, de 1 de abril de 1838, criou, na então Imperial Fazenda da Lagoa Rodrigo de Freitas, uma Escola de Agricultura, teórica e prática. Esse projeto, entretanto, não chegou a materializar-se à época. Ainda no mesmo ano, pelo decreto imperial de 6 de setembro, é instituído um regulamento policial para o Imperial Jardim Botânico, e promove-se o plantio de amoreiras (Morus nigra) para alimentar a criação de bicho da seda (Bombyx mori) visando à produção de seda.
Data de 1842, por iniciativa do então diretor Serpa Brandão, o plantio de mudas da palmeira-imperial na aleia principal do Jardim, que possui cerca de 140 exemplares da espécie enfileirados numa extensão de 740 metros.

Jadim Botânico, 1894. Arquivo Nacional

Em 1851, dá-se início à implementação da Fábrica de Chapéus de Chile, utilizando como matéria-prima a palha da palmeira-bombonaça (Carludovica palmata). A fábrica teve duração efêmera, de apenas três anos. No mesmo ano, foi erguido um novo portão e implementado o sistema de escoamento e canalização de águas para o Jardim, projeto que foi completado com a construção do Aqueduto da Levada, no vale das Margaridas, em 1853.
Em 1860, Frederico Leopoldo César Burlamaque, então diretor do Imperial Instituto Fluminense de Agricultura, apresentou a esta entidade uma moção reivindicando a administração do Imperial Jardim Botânico por esta instituição de caráter privado. O Imperial Jardim Botânico foi desvinculado do Ministério do Império e subordinado ao recém-criado Ministério da Agricultura, Comércio e Obras Públicas. Em 17 de agosto de 1861, foi assinado um contrato entre o Governo Imperial e o Imperial Instituto Fluminense de Agricultura, determinando que a administração do Imperial Jardim Botânico passasse para o referido Instituto, cuja direção tinha o interesse em fundar ali um estabelecimento de ensino agrícola, denominado Asilo Agrícola da Fazenda Normal, que serviria de escola prática e de modelo às fazendas de cultura de especiarias, no qual seriam ensaiados os processos de agricultura mais aperfeiçoados à época. A direção do Imperial Jardim Botânico, a partir desse contrato, ficou a cargo Burlamaque (que a exerceu de julho de 1861 a agosto de 1862), sendo a direção das culturas confiada a Hermann Herbster. É lançada a "Revista Agrícola do Imperial Instituto Fluminense da Agricultura" (setembro de 1869), cuja publicação se estende até à queda do Império do Brasil (1889) ver proclamação da república brasileira).

### Da proclamação da república aos dias de hoje

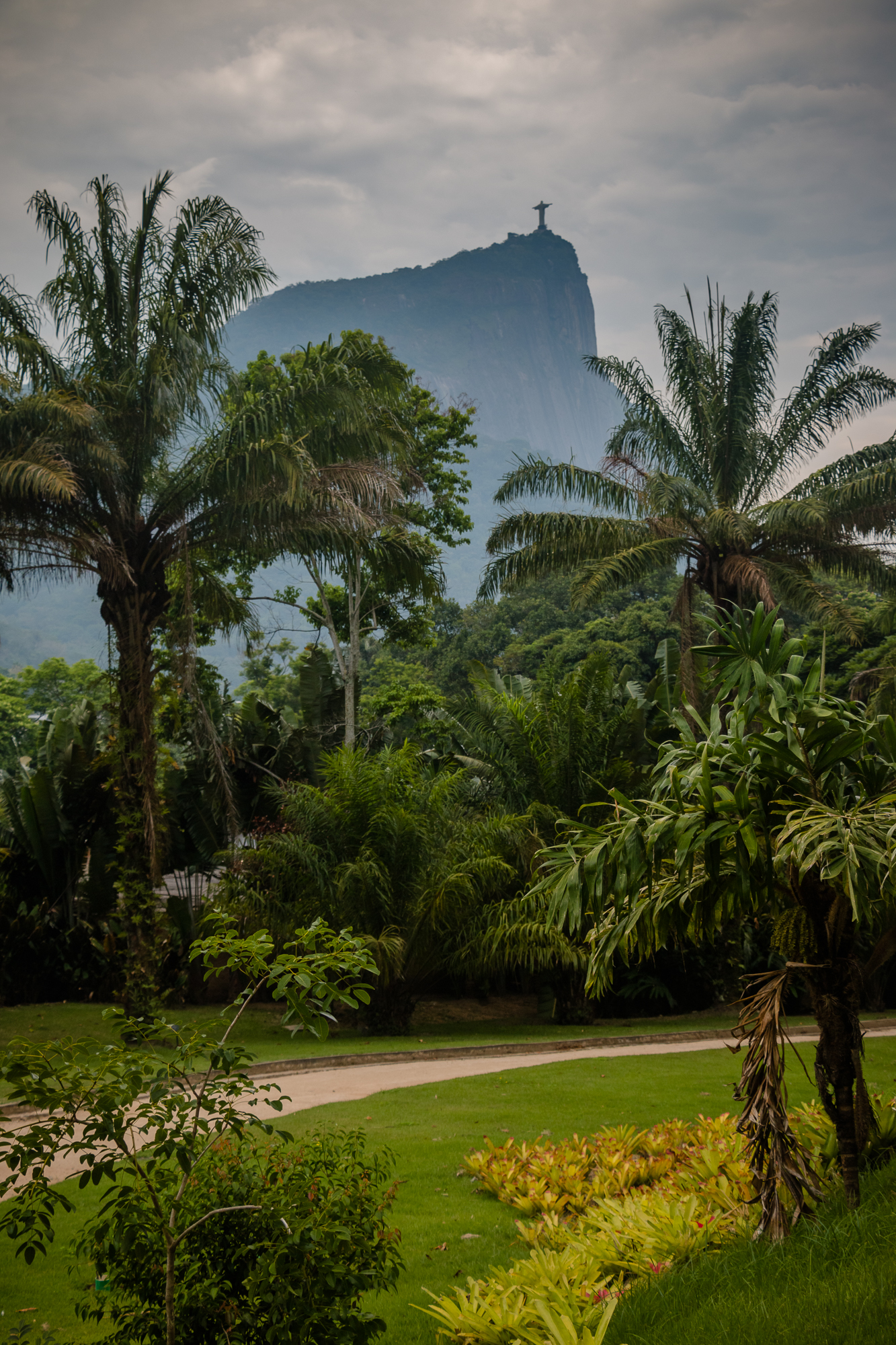
Cristo Redentor visto do Jardim Botânico.

Com a proclamação da república brasileira (1889), no ano seguinte (1890), passou a ser denominado como Jardim Botânico. A partir de então, receberia diversos visitantes ilustres, como Albert Einstein (maio de 1925)
 e a rainha Isabel II do Reino Unido (novembro de 1968), entre outros, transformando-se em cartão-postal da cidade. Entre os nomes de pesquisadores que lhe estão ligados destaca-se o de Manuel Pio Correia.
O Jardim Botânico do Rio de Janeiro encontra-se tombado pelo Instituto do Patrimônio Histórico e Artístico Nacional desde 1937. Em 1991, a Organização das Nações Unidas para a Educação, a Ciência e a Cultura considerou-o como Reserva da Biosfera. Naquele momento, quando o jardim passava por dificuldades de manutenção e conservação, um grupo de empresas públicas e privadas formou-se para auxiliá-lo.
Como resultado das parcerias, em 1992 o orquidário e a estufa de violetas foram renovados, além de procedida uma limpeza no lago. Em 1995, foi construído o Jardim Sensorial, com plantas aromáticas e placas indicadoras em braille, permitindo a visitação por deficientes visuais.
Posteriormente, uma nova estufa para as bromélias foi construída. No início do século XXI, o muro do jardim na rua Pacheco Leão foi demolido, dando lugar a uma grade, melhorando a sua integração paisagística com o bairro. Como reconhecimento pela sua importância científica, foi rebatizado como Instituto de Pesquisas Jardim Botânico do Rio de Janeiro, em 1998, ficando afeto ao Ministério do Meio Ambiente. Em 2002, tornou-se uma autarquia federal.

## Características

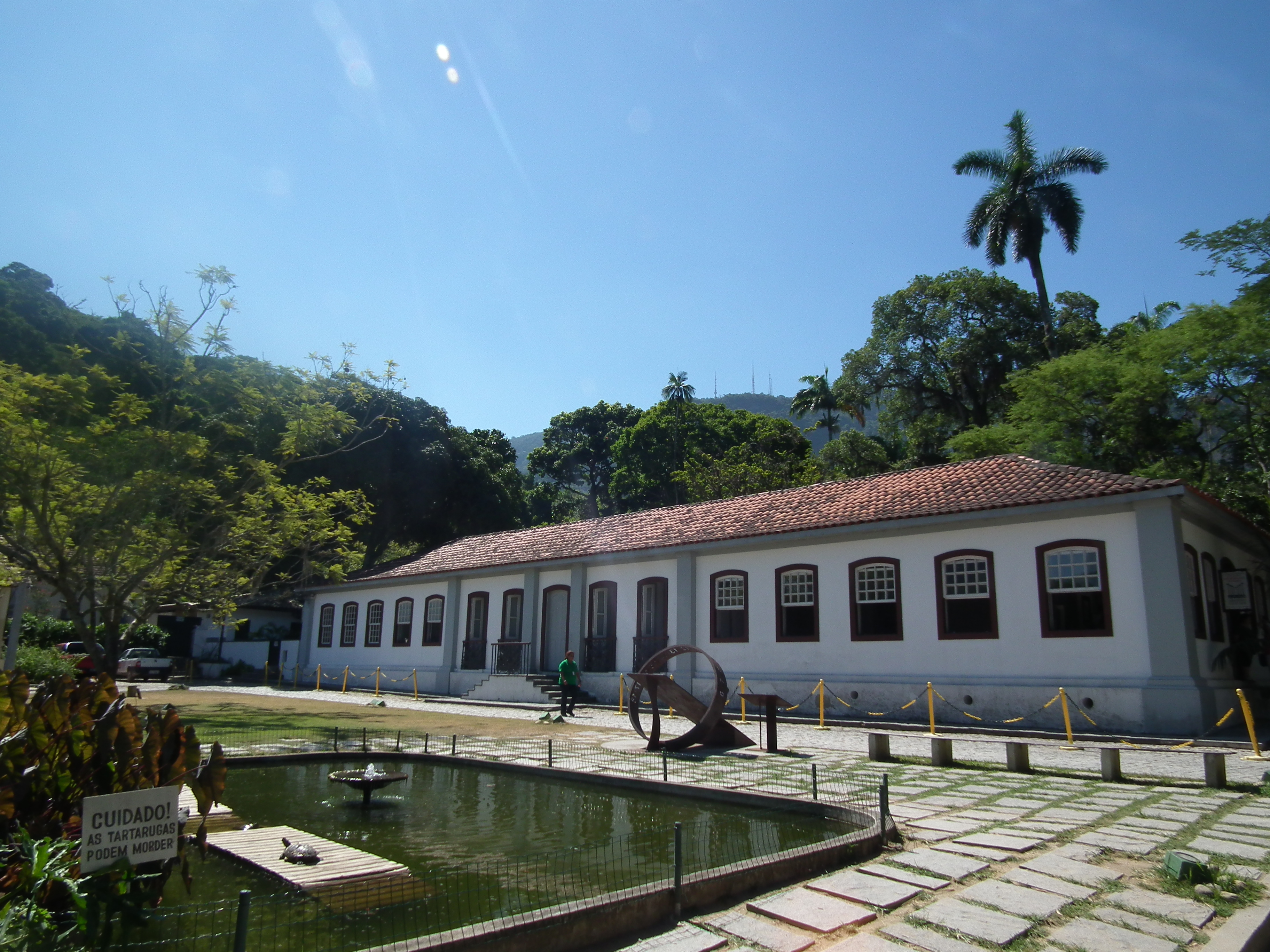
O Centro dos visitantes

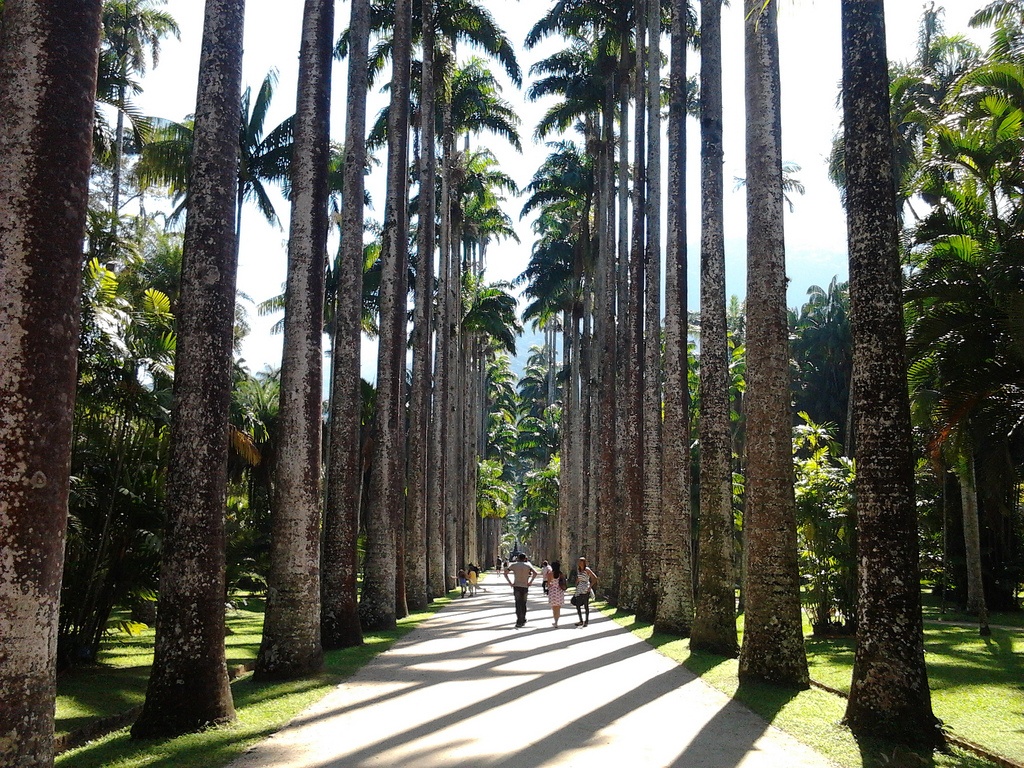
Aleia Barbosa Rodrigues

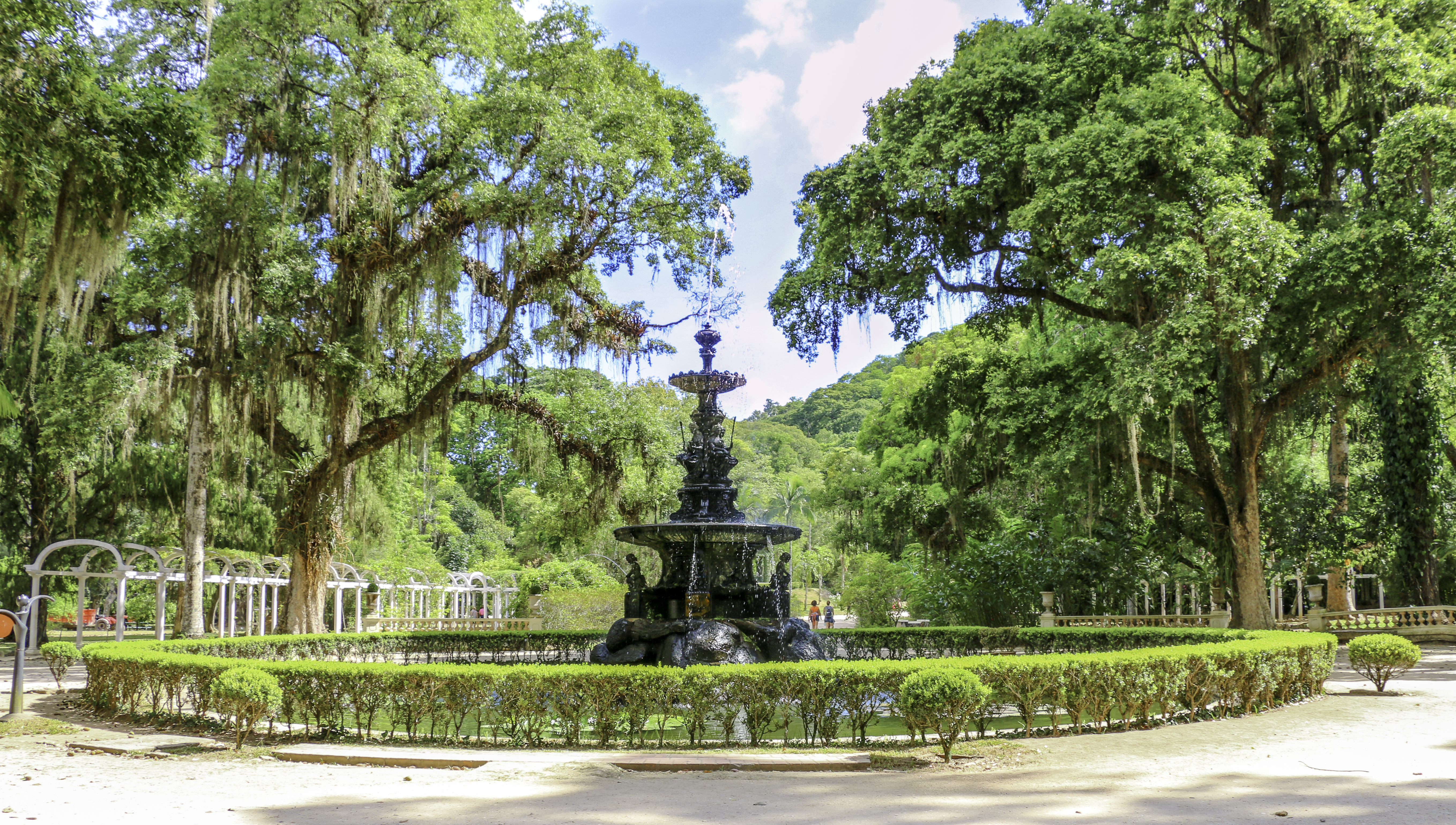
Chafariz central

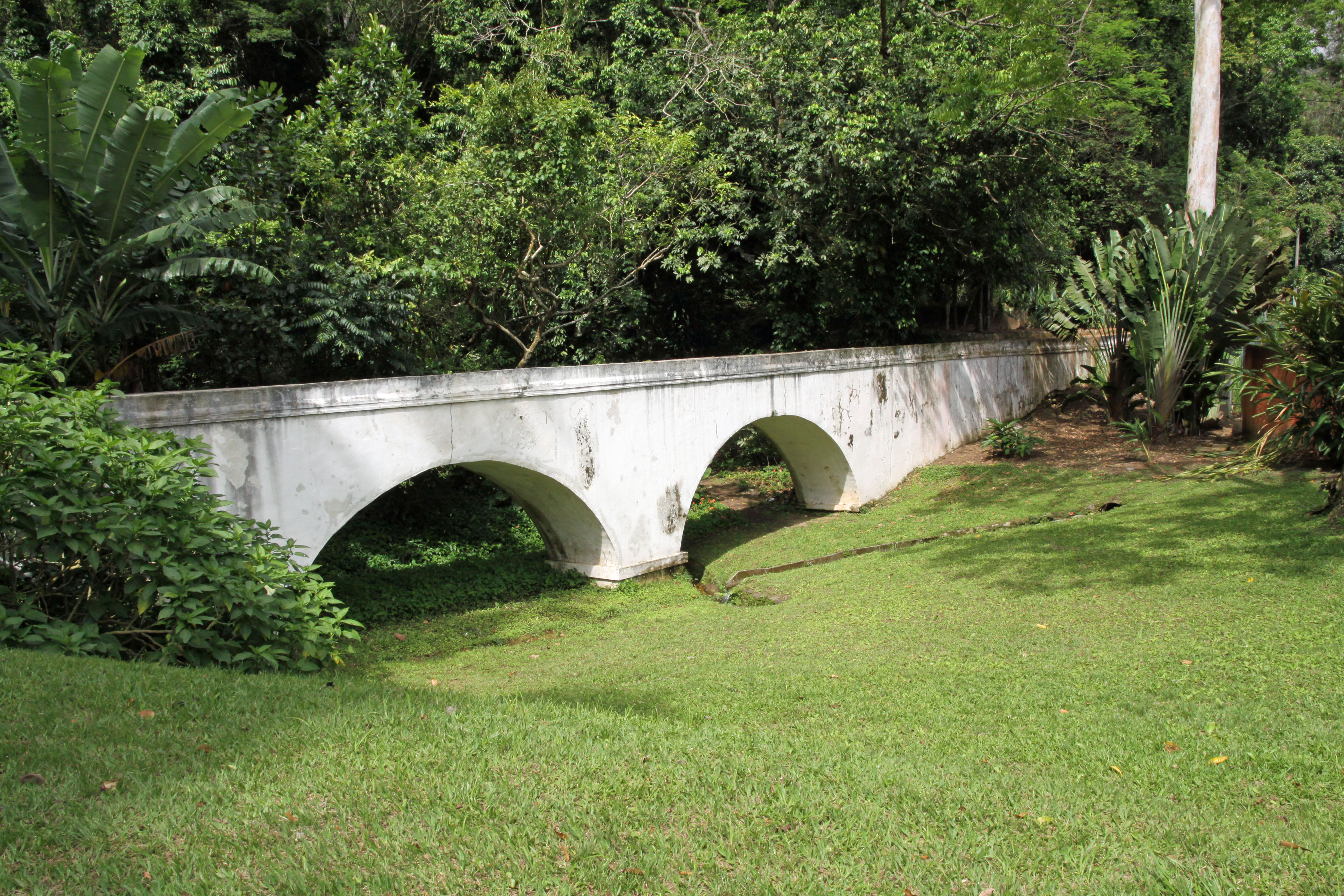
Aqueduto da Levada

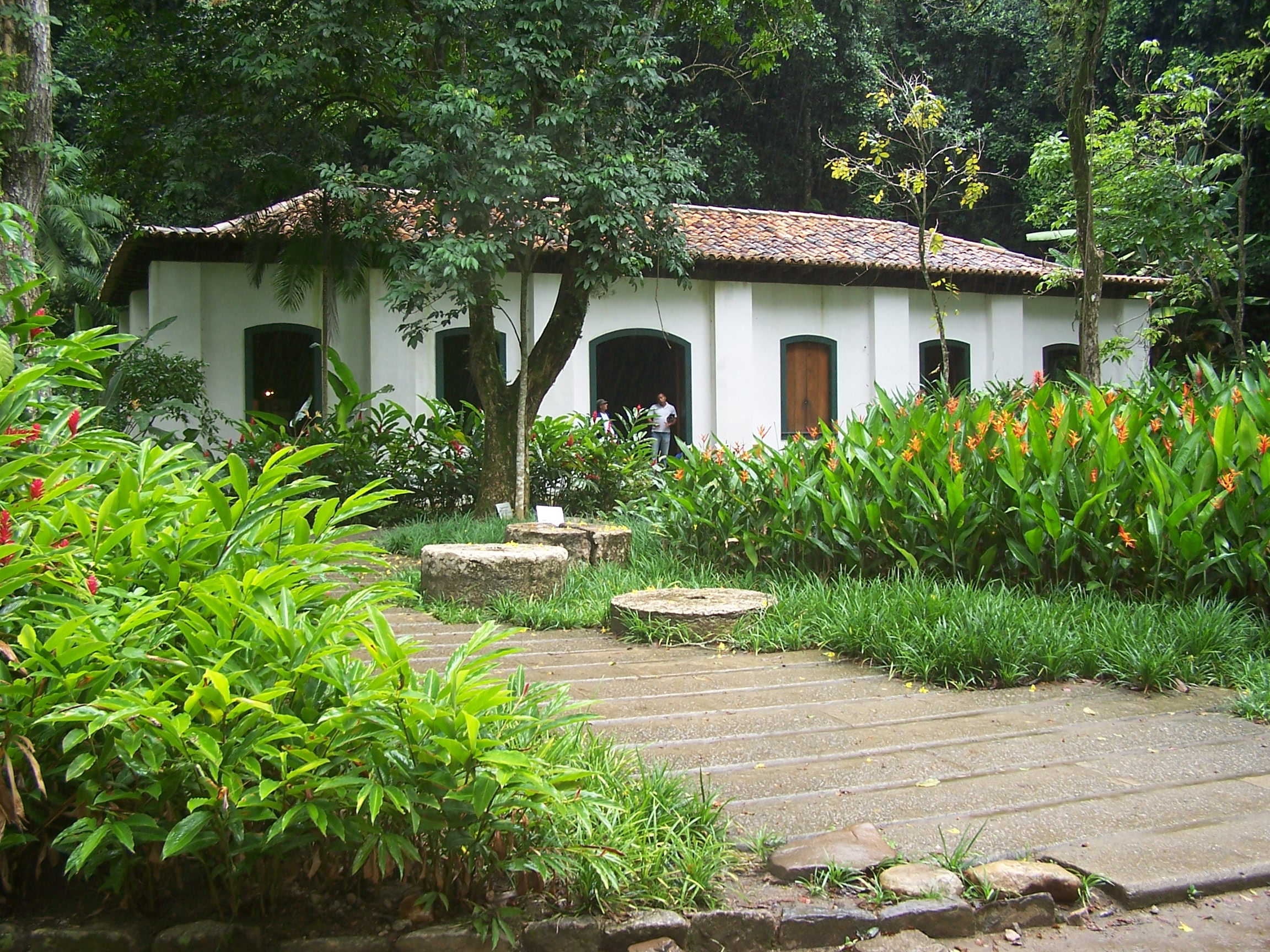
Casa dos Pilões

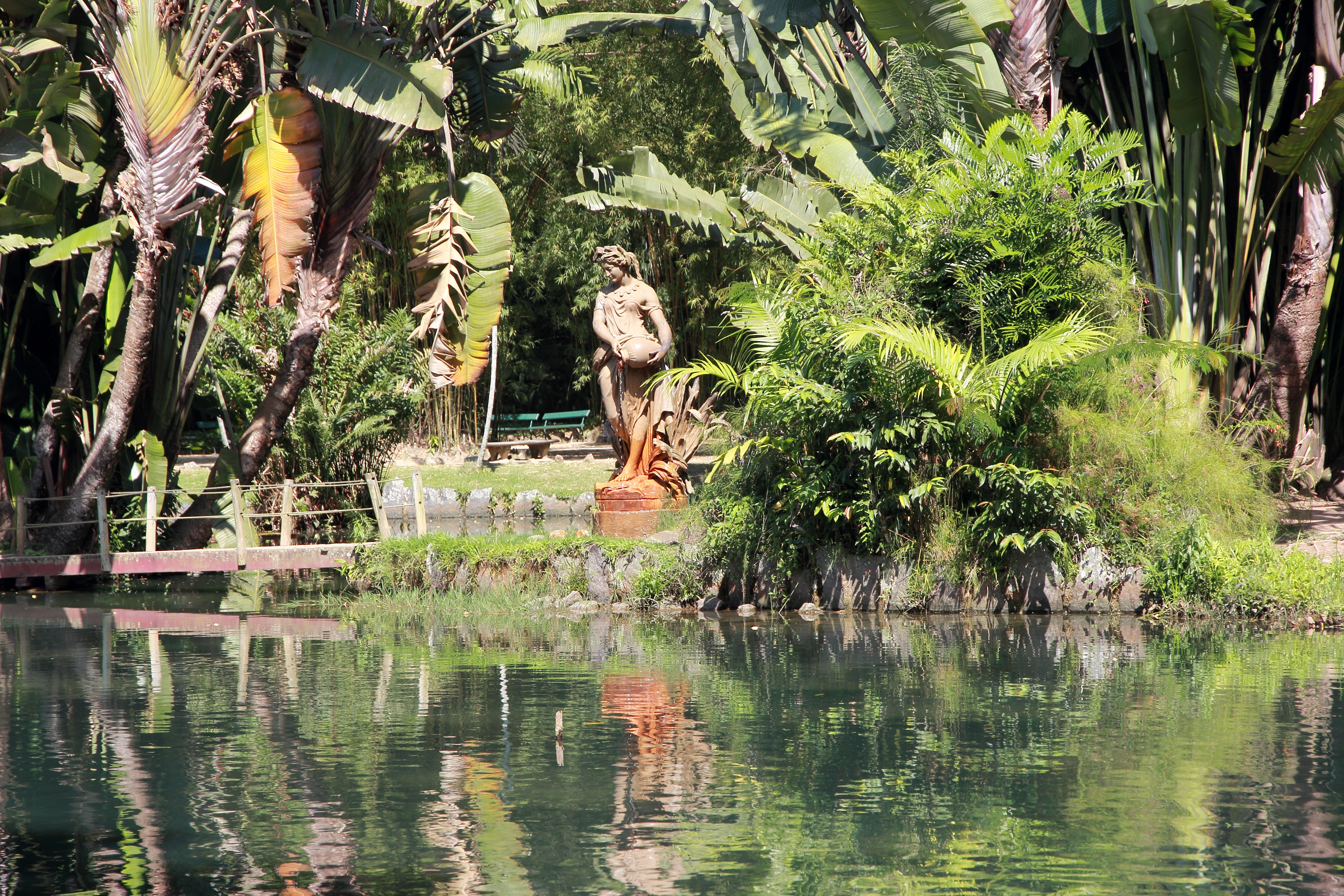
Lago Frei Leandro

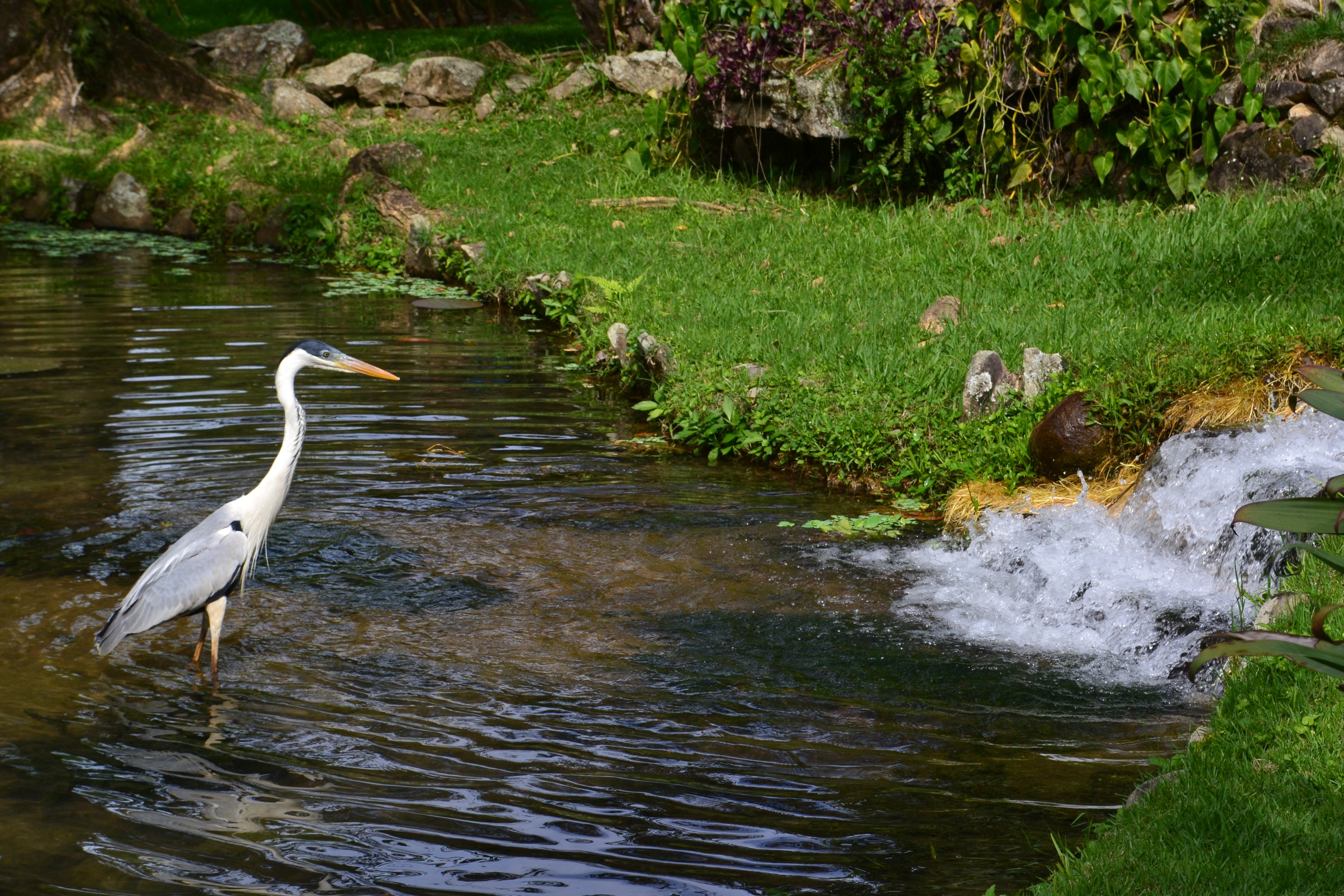
Garça moura caçando no Lago Frei Leandro

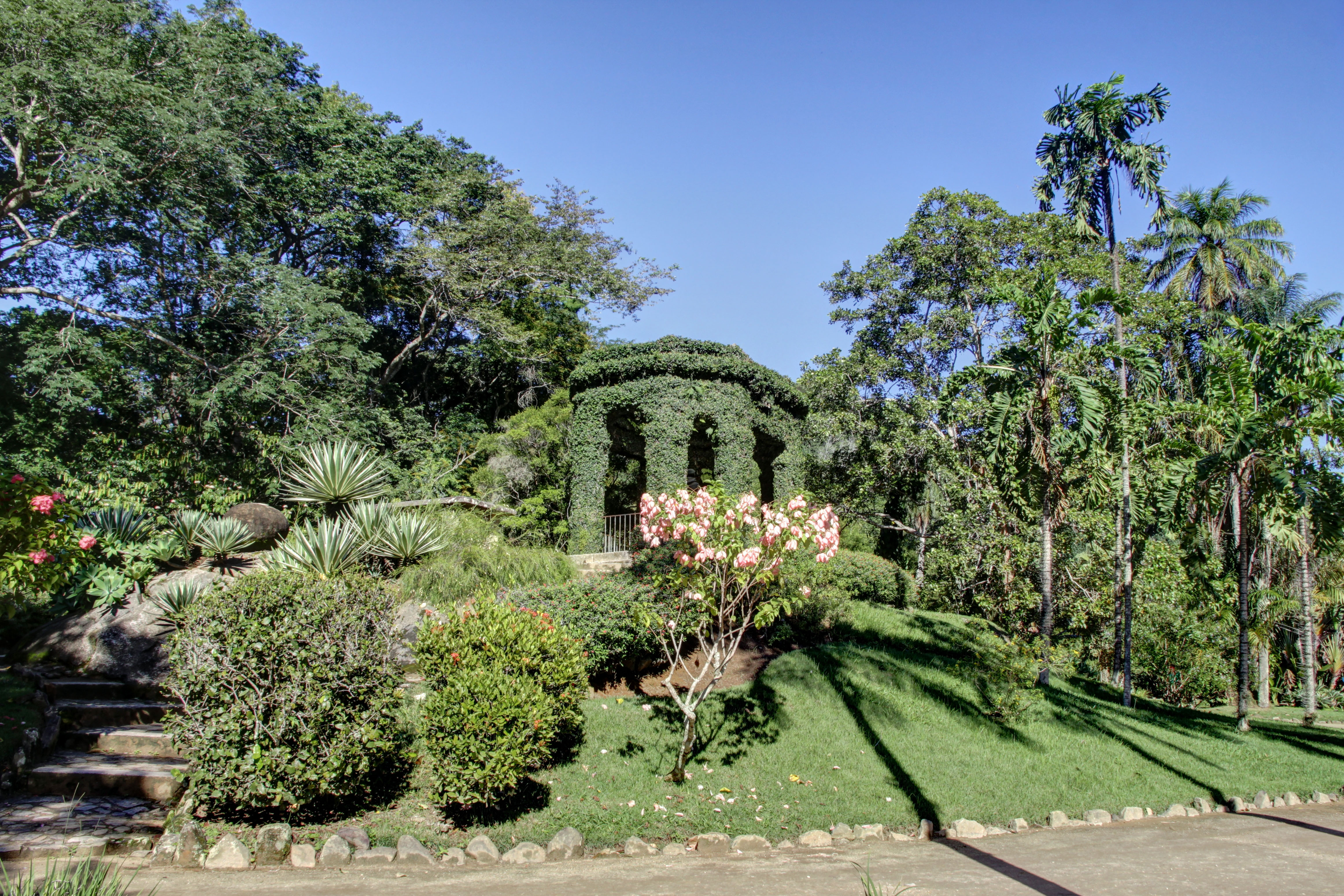
Cômoro Frei Leandro

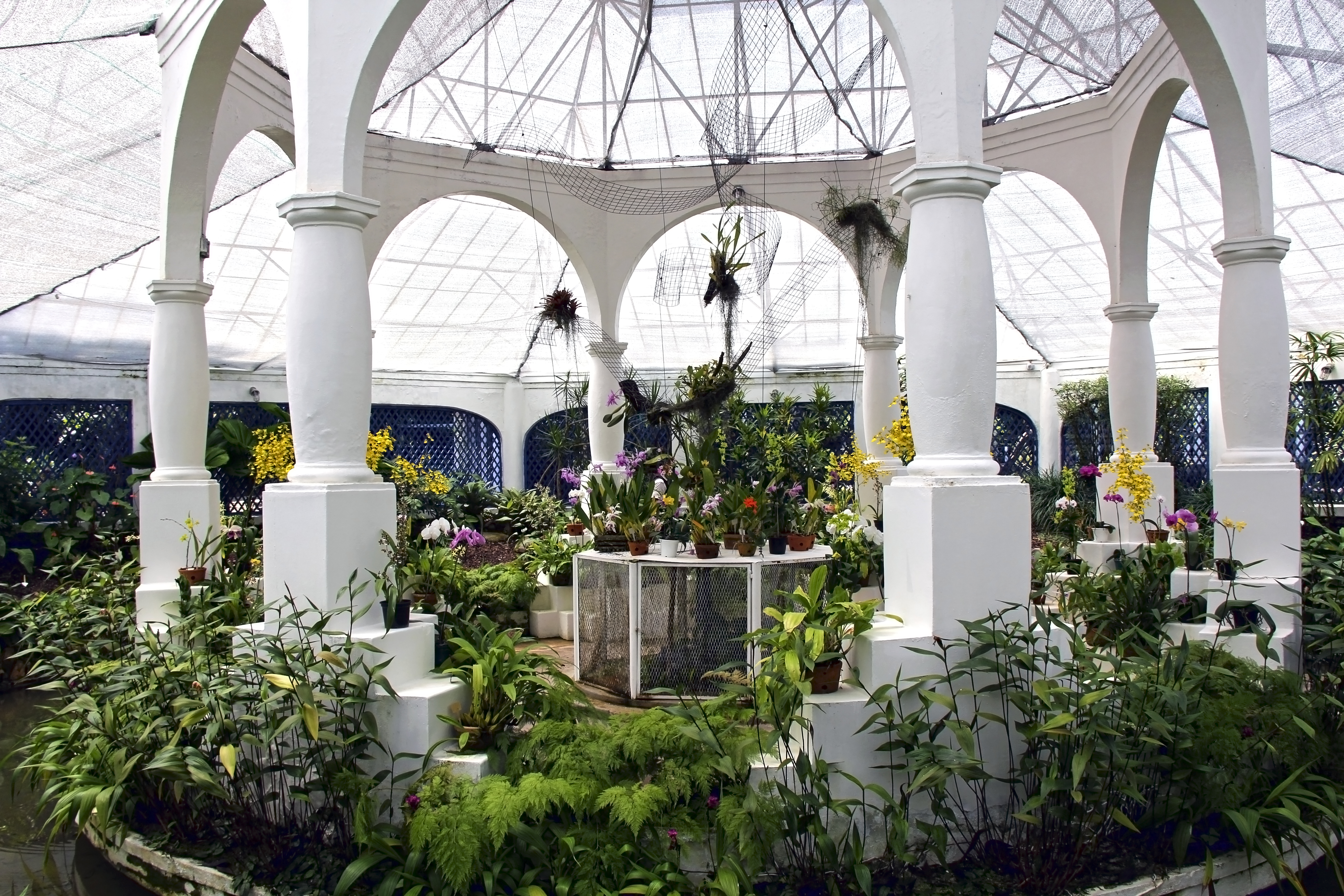
Orquidário

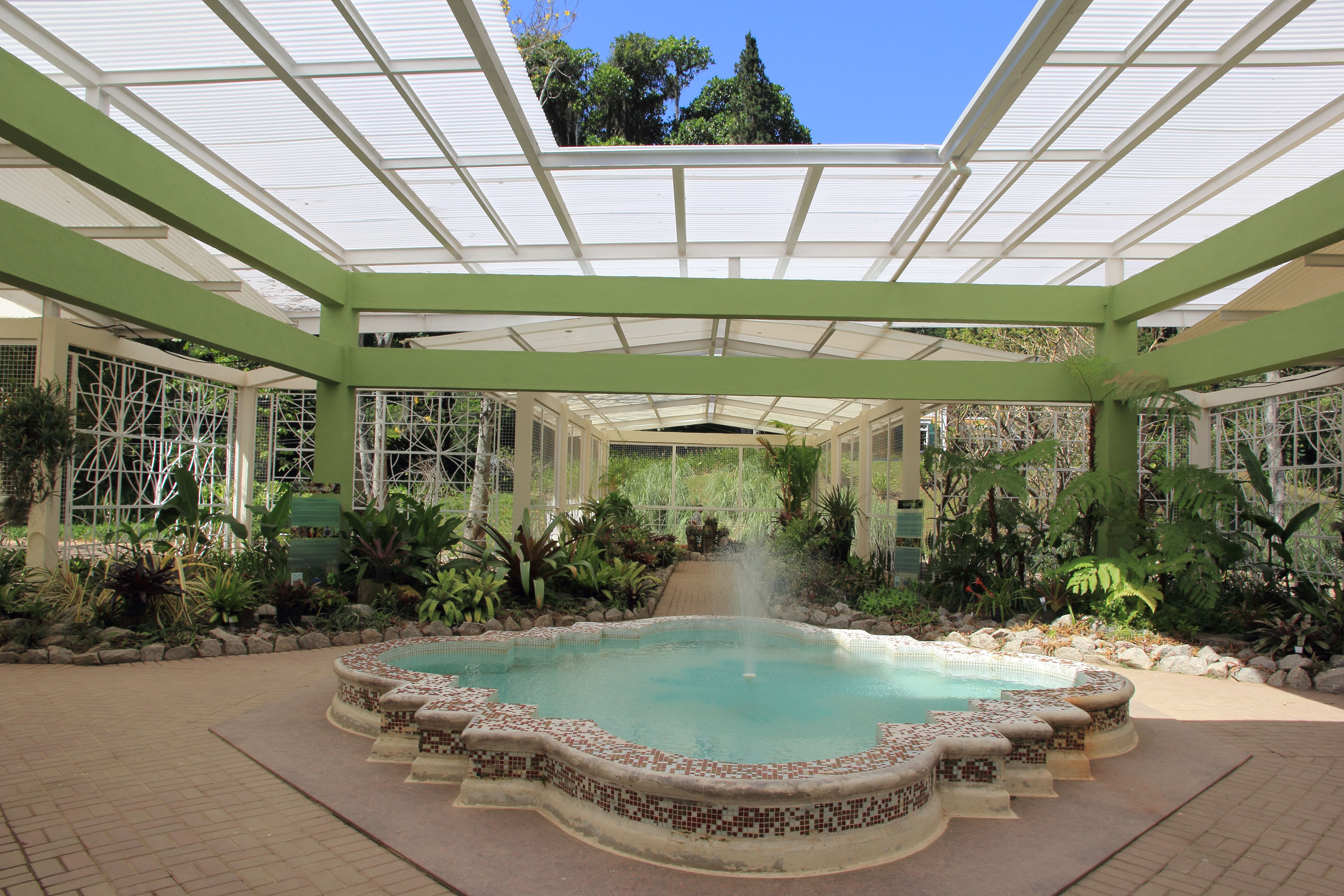
Bromeliário

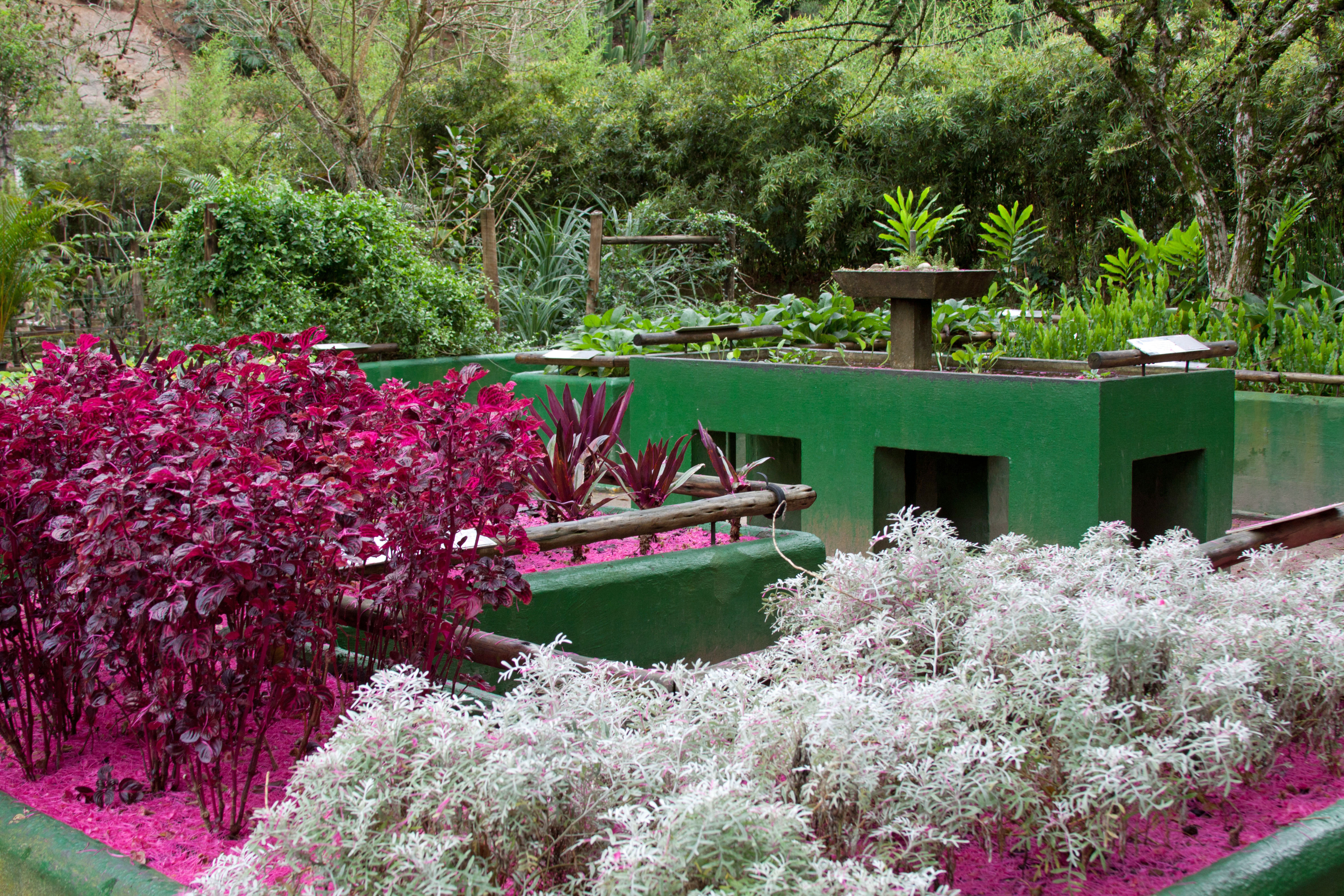
Parte do Jardim sensorial

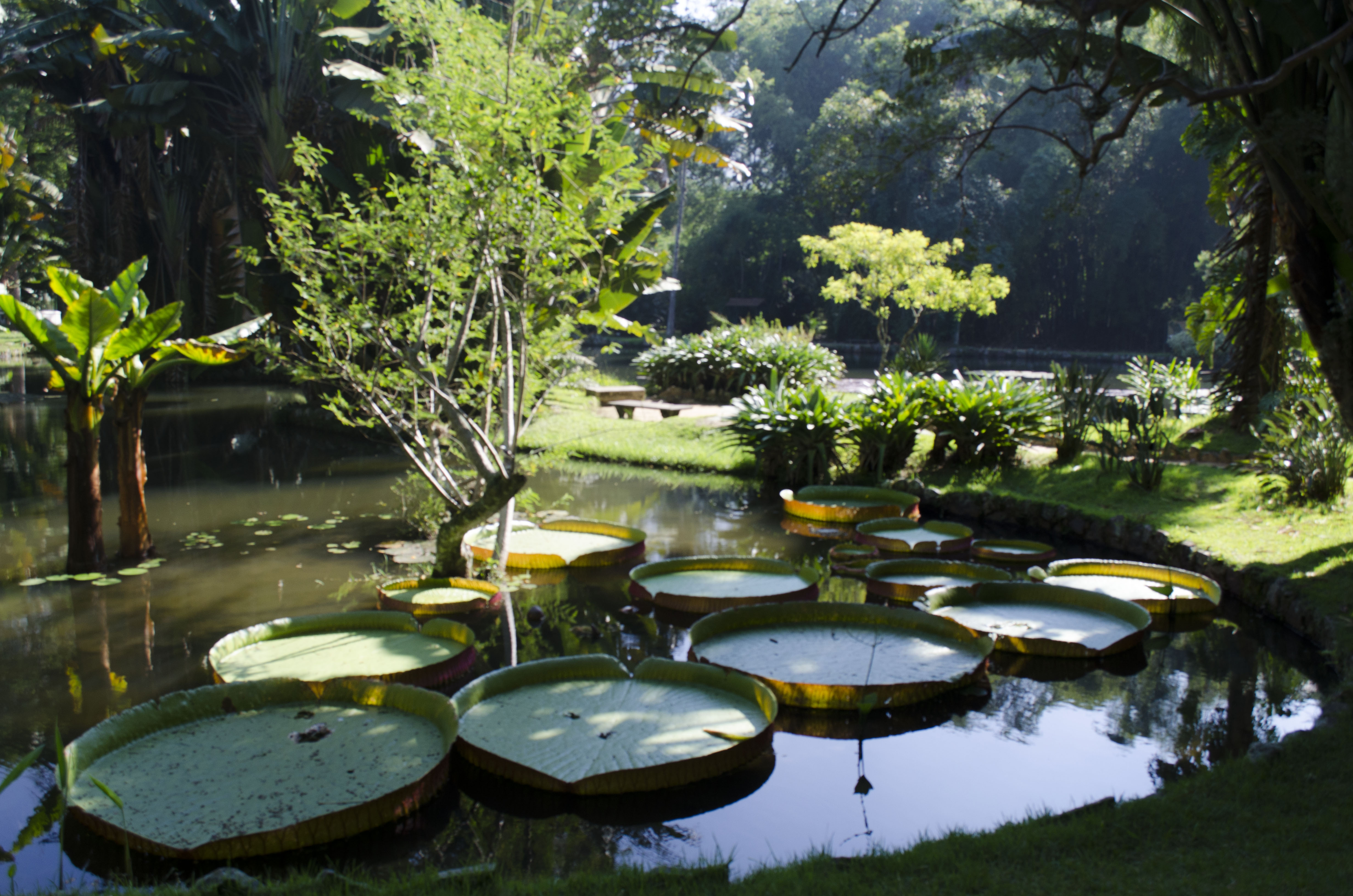
Lago amazônico

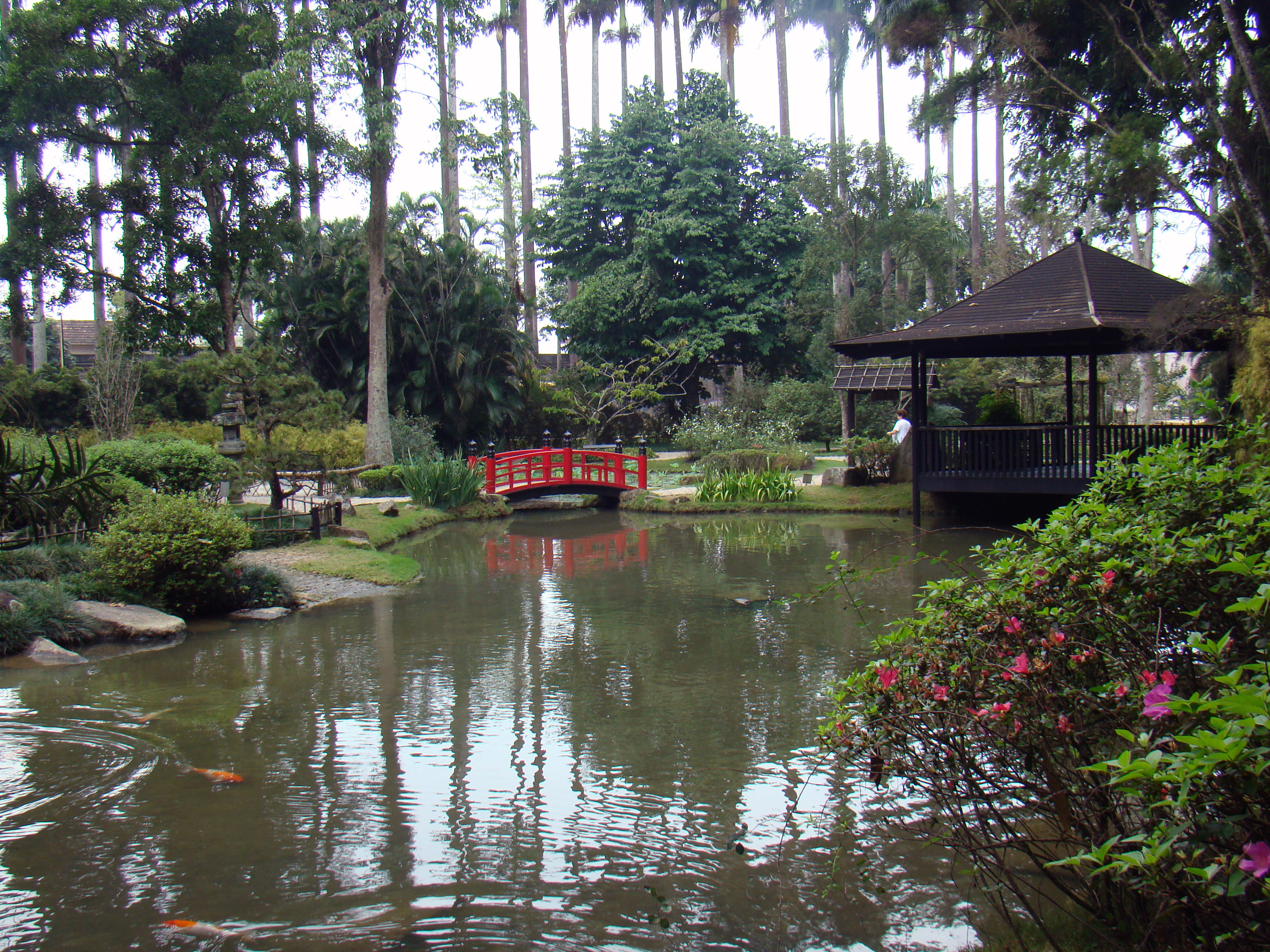
Jardim Japonês

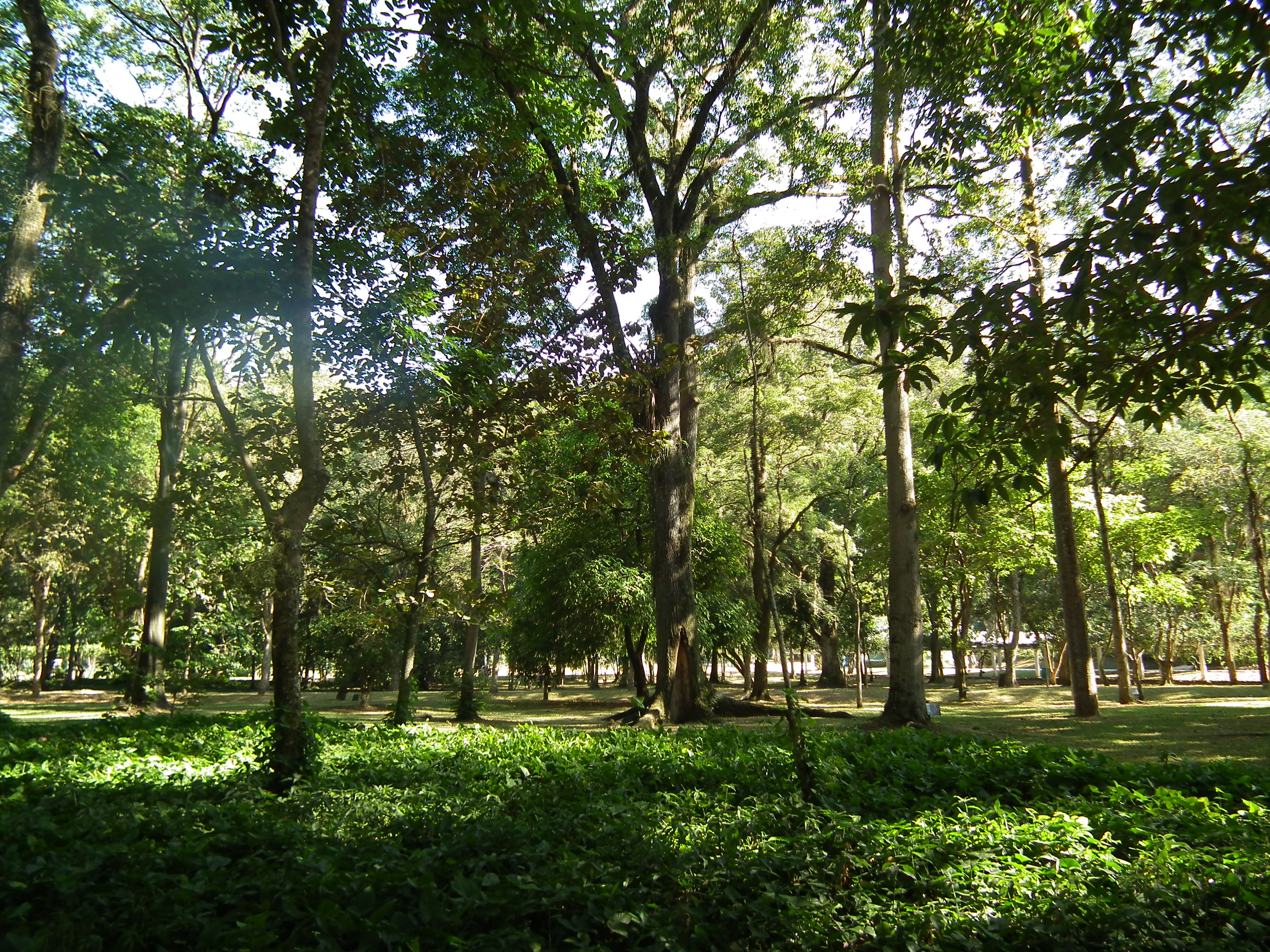
Parte do Arboreto

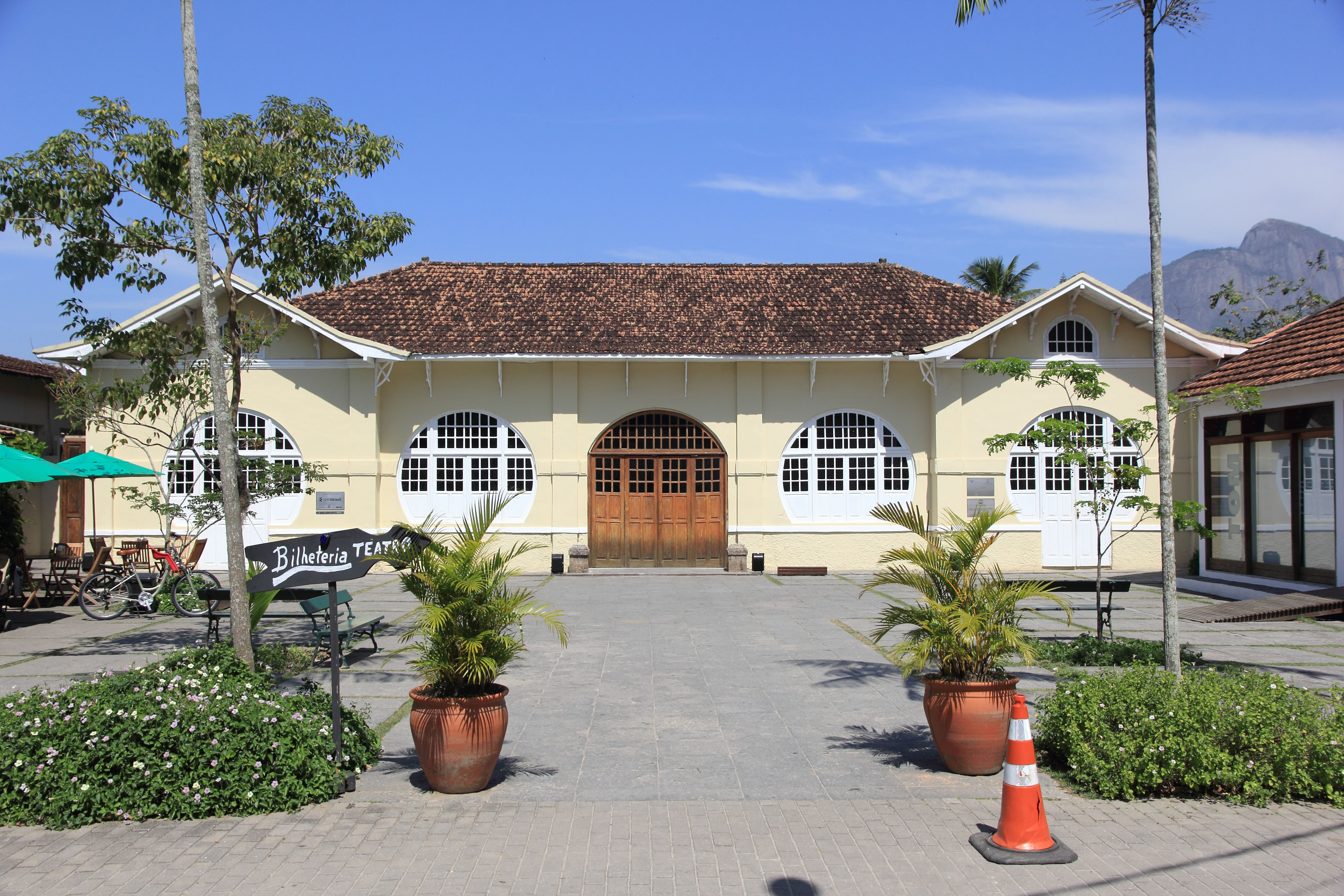
Espaço Tom Jobim

O Jardim Botânico do Rio de Janeiro é aberto a visitação pública em horário restrito de funcionamento e mediante cobrança de taxa. O espaço pode ser explorado através de mapa informativo que contém os roteiros delimitados por "Aleias", ao invés de ruas, pois os caminhos são ladeados de árvores. Além do "Guia de Visitação" adquirido no Centro de Visitantes, há também guias credenciados para se fazer o passeio. Entre os pontos a serem considerados pelo visitante, destacam-se:

### Centro de Visitantes
No Centro de Visitantes, pode-se solicitar a visita acompanhada, bem como obter informações em diversos idiomas. O espaço também é utilizado como local de exposições de arte.

### Aleia Barbosa Rodrigues
O seu nome é uma homenagem ao naturalista brasileiro João Barbosa Rodrigues, diretor da instituição entre 1890 e 1909. Aléia principal do jardim, constitui-se no seu cartão de visitas, ladeada por imponentes palmeiras-imperiais (Roystonea oleracea (Jacq.) Cook).
A primeira muda de sua espécie a chegar no Brasil foi plantada pelo príncipe-regente Dom João, em 1809. Para que o jardim botânico tivesse o monopólio dessa espécie, o então diretor Bernardo José de Serpa Brandão (1829-1851) mandava tirar e queimar todos os seus frutos. Entretanto, à noite, os escravos subiam na árvore, colhiam os frutos e vendiam, na clandestinidade. Esse primeiro exemplar viria a ser derrubado por um raio em 1972. Ascendia então a 38,70 metros de altura. O tronco foi preservado e encontra-se em exposição no Museu Botânico. Em seu lugar, foi plantado outro exemplar, a "Palma Filia". No local encontra-se hoje um busto de D. João VI, de autoria de Rodolfo Bernardelli.
O conjunto monumental da aléia é integrado pelo portal oriundo da demolição do prédio da Academia Imperial de Belas Artes, em 1938), sendo a porta de autoria do arquiteto francês Grandjean de Montigny.

### Aleia Custódio Serrão
Assim nomeada em homenagem ao segundo administrador da instituição, frei Custódio Serrão (1859-1861), destaca-se pelos exemplares de abricó-de-macaco, espécie nativa da Amazônia, e pelos de sumaúma, uma das árvores de maior porte no mundo.

### Aleia Pedro Gordilho
Nomeada em homenagem a Pedro Gordilho Pais Leme, antecessor de Barbosa Rodrigues à frente da instituição, destaca-se pelas árvores de pau-brasil, símbolo nacional brasileiro, e pelas cascatas.

### Chafariz Central (Chafariz das Musas)
Em ponto central no encontro das aléias, constitui-se numa das mais belas atrações do jardim. Fabricado na Inglaterra, é constituído por duas bacias. Na maior delas, quatro figuras representam a música, a poesia, a ciência e a arte.
O chafariz foi originalmente instalado na Lapa até que, com a reformulação do Passeio Público (1905), foi instalado no jardim.

### Solar da Imperatriz
Edificação associada ao primeiro engenho de açúcar na então capitania do Rio de Janeiro, o "Engenho de Nossa Senhora da Conceição da Lagoa", estabelecido em 1575. Este Solar e mais cinquenta e oito chácaras integravam o vasto latifúndio onde se localizam os bairros que, atualmente, circundam a Lagoa Rodrigo de Freitas. No pavimento térreo do solar havia uma senzala, onde eram mantidos os escravos da propriedade. Outra tradição local refere que os escravos aí mantidos se revezavam em gritos e uivos, como forma de resistência, para que os seus senhores não dormissem à noite.

### Casa dos Pilões
Constitui-se em núcleo arqueológico representativo da atividade da antiga fábrica de pólvora.

### Aqueduto da Levada
Construído em 1853 com o objetivo de ordenar o curso das águas pluviais do vale da Margarida, onde havia cultura de Carludovica palmata (com cuja fibra se fabricavam chapéus do Chile), para o jardim botânico.
Tombado pelo Instituto do Patrimônio Histórico e Artístico Nacional em 2005, o monumento sofreu extensa intervenção de restauro, dentro de um projeto mais amplo de recuperação e requalificação do seu entorno.
Esse projeto previu o tratamento da área, então utilizada para o descarte de restos vegetais e de resíduos, e de seus acessos, reintegrando-a ao espaço do jardim botânico por meio da recuperação paisagística e da sua articulação com o "Caminho da Mata Atlântica" e outros acessos, além da criação de novas áreas de visitação e de coleções botânicas.

### Caminho da Mata Atlântica
O chamado "Caminho da Mata Atlântica", antigo "Caminho do Boi", é um caminho aberto num fragmento preservado da mata Atlântica. Com aproximadamente 600 metros de extensão, inicia-se na catarata e termina, atualmente, no "Aqueduto da Levada", aberto em 2005 à visitação pública.

### Memorial Mestre Valentim
Criado em 1997, o memorial homenageia o artista brasileiro Valentim da Fonseca e Silva, autor das primeiras obras em metal fundidas no Brasil, abrigando peças provenientes da demolição da antiga fonte das Marrecas, no Passeio Público (1905). Destacam-se os conjuntos "Aves Pernaltas" e as estátuas de "Eco" e "Narciso", fundidas em bronze.

### Lago Frei Leandro
O seu nome é uma homenagem a frei Leandro do Santíssimo Sacramento, da Ordem do Carmo, primeiro diretor do Jardim Botânico, de 1824 a 1829. O lago destaca-se pela presença de vitórias-régias e ninfeias em seu espelho d'água, decorado por uma escultura em ferro da deusa Tétis, assinada por Louis Savageau. Nas suas margens, o visitante pode apreciar exuberantes exemplares da Árvore do Viajante.

### Cômoro
O cômoro, elevação adjacente ao lago, foi erguido com a terra retirada para a construção do mesmo. Ambos foram projetados por frei Leandro, que tinha o hábito de se sentar à sombra da jaqueira (até hoje no local), dirigindo os trabalhos dos escravos. Ali fez colocar uma grande mesa de granito, onde, primeiro Dom Pedro I e, mais tarde, Dom Pedro II, faziam os seus lanches. Fez colocar, ainda, um relógio de sol. O cômoro é encimado por um caramanchão, a chamada "Casa de Cedros".

### Orquidário
Estufa construída no final do século XIX, foi reformada na década de 1930, e restaurada em 1998. Além de abrigar mais de 700 espécies de orquídeas, o orquidário abriga plantas ornamentais como antúrios, filodendros, avencas e samambaias, um conjunto de dois mil vasos com uma das mais belas coleções do Jardim Botânico.

### Bromeliário
Maior bromeliário do Rio de Janeiro, reúne cerca de mil e setecentos exemplares das Américas do Sul e Central, muitas delas encontradas na Amazônia, na Mata Atlântica, em restingas e caatingas. De formas muito diversas, são muito apreciadas como plantas ornamentais pela sua fácil adaptação ao ambiente. Aqui encontram-se organizadas em canteiros e na Estufa Roberto Burle Marx.

### Insetívoras
Esta estufa concentra uma comunidade de plantas genericamente denominadas como insetívoras, que atrai a atenção dos visitantes em geral, e particularmente do público infantil.

### Jardim Sensorial
Concebido de maneira a que as suas plantas possam ser tocadas pelos visitantes, destina-se particularmente à apreciação pelos deficientes visuais.
O conjunto é constituído por plantas aromáticas e de diversas texturas, sendo o visitante convidado a exercitar os sentidos do tato e do olfato, particularmente. As espécies de plantas encontram-se identificadas por placas com escrita em braille.

### Região Amazônica
Este trecho do jardim evoca a densa vegetação da Amazônia, cenário completo com uma cabana de sapê e a estátua de um caboclo da região. Aqui se encontram exemplares de seringueiras, babaçus, andirobas, cacaueiros e pau-mulato, esta última espécie de interesse pela mudança de cor que apresenta a cada época do ano.

### Jardim Japonês
Criado em 1935, a partir de uma doação de 65 espécies de plantas típicas do Japão, feita pela Missão Econômica Japonesa, que, à época, visitava o Brasil. Reinaugurado em 1995, apresenta ao visitante um típico recanto nipônico, com um jardim de pedras, e exemplares de bonsais, bambus, cerejeiras, buquês de noiva e salgueiros-chorões. Nos dois lagos, habitados por carpas, destacam-se flores de lótus. O local conta ainda com um café ("Café Botânica").

### Arboreto
O Arboreto é composto por cerca de 9 000 espécimes vegetais que representam ecossistemas brasileiros e de outros países. Ao todo, é um fragmento de 57 hectares de Mata Atlântica remanescente, 197 canteiros de coleções de plantas, quatro lagos com vitórias-régias, cerca de 1 500 espécies cultivadas nas estufas do Orquidário, Bromeliário, Insetívoras e Cactário, além de seis jardins temáticos: roseiral, medicinal, sensorial, bíblico, japonês e beija-flores.
Em 30 de setembro de 2009, a Vale S.A. assinou um convênio para preservar o Jardim Botânico, com o investimento de 2 milhões de reais próprios (não incentivados) ao longo de dois anos. Entre as ações previstas, estavam ações de jardinagem, limpeza, nova sinalização, reforma dos bancos, intercâmbio de tecnologia ambiental e outros. A Vale patrocinou, ainda, o espaço Teatro Tom Jobim (atual Eco Vila Ri Happy), que tem diversas programações de música.
A área verde que compreende o arboreto é de 57 ha, gera entre 400 e 500 m3 de resíduos vegetais que são triados, processados e destinados de acordo com a legislação para resíduos sólidos no Brasil. A atividade de compostagem contribui com a reciclagem de 50 a 60% da biomassa de plantas constituídas de matéria orgânica e nutrientes. O produto final é característico de fertilizante orgânico vegetal e condicionador de solo.